# Premyer Liqası (2025/2026)
Ten artykuł dotyczy trwającego lub niedawnego wydarzenia sportowego. Informacje w nim zamieszczone mogą się zmienić lub zdezaktualizować wraz z postępem zdarzenia. Początkowe doniesienia, wyniki lub statystyki mogą być niepewne. Ostatnie aktualizacje do tego artykułu mogą nie odzwierciedlać najbardziej aktualnych informacji.
Premyer Liqası 2025/2026 (znana jako Misli Premier League ze względów sponsorskich) – 34. edycja najwyższej klasy rozgrywkowej piłki nożnej w Azerbejdżanie.
Bierze w niej udział 12 drużyn, które w okresie od 15 sierpnia 2025 do maja 2026 rozegrają 33 kolejek meczów. Tytuł mistrzowski broni drużyna Qarabağ FK.

## Format rozgrywek
Dwanaście uczestniczących drużyn gra ze sobą trzykrotnie.
Zwycięzca ligi zostaje mistrzem Azerbejdżanu i kwalifikuje się do I rundy kwalifikacyjnej Ligi Mistrzów UEFA.
Drużyna, która zajmie drugie, trzecie miejsce i zdobywca Pucharu Aemenii, kwalifikują się do II rundy kwalifikacyjnej Ligi Konferencji Europy UEFA.
W przypadku zdobycia pucharu przez drużynę, która zapewniła sobie grę w europejskich pucharach, awans otrzymuje czwarta drużyna rozgrywek.
Do niższej ligi spada bezpośrednio ostatnia drużyna. Przedostatnia drużyna zagra w barażu z wicemstrzem niższej ligi.

## Drużyny
| Uczestnicy poprzedniej edycji | Uczestnicy poprzedniej edycji | Uczestnicy poprzedniej edycji | Uczestnicy poprzedniej edycji |
| --- | ----------------------------- | ----------------------------- | ----------------------------- |
| QAA | Qarabağ FK                    | Baku                          | 1                             |
| ZIR | Zirə Baku                     | Baku                          | 2                             |
| ARA | Araz Nachiczewan              | Nachiczewan                   | 3                             |
| TUT | Turan Tovuz                   | Tovuz                         | 4                             |
| SAB | Sabah Baku                    | Baku                          | 5                             |
| NEF | Neftçi PFK                    | Baku                          | 6                             |
| SHA | Şamaxı FK                     | Şamaxı                        | 7                             |
| SUM | Sumqayıt FK                   | Sumgait                       | 8                             |
| KAP | Kəpəz Gəncə                   | Gandża                        | 9                             |
| Awans z Birinci Divizionu |                               |                               |                               |
| QAB | FK Qəbələ                     | Qəbələ                        | 1                             |
| İMI | Mil-Muğan İmişli              | Gandża                        | 2                             |
| KAY | Karvan Yevlax                 | Yevlax                        | 3                             |
| Oznaczenia: - kolumna pierwsza – skróty nazw drużyn, - kolumna trzecia – siedziba klubu, - kolumna czwarta – miejsce zajęte w poprzednim sezonie. |                               |                               |                               |

## Tabela
| Lp. | Drużyna          | M | Z | R | P | B+ | B– | +/– | Pkt | Kwalifikacja lub spadek                         |
| --- | ---------------- | - | - | - | - | -- | -- | --- | --- | ----------------------------------------------- |
| 1   | Sumqayıt FK      | 1 | 1 | 0 | 0 | 3  | 0  | +3  | 3   | Liga Mistrzów UEFA • I runda kwalifikacyjna     |
| 2   | Turan Tovuz      | 1 | 1 | 0 | 0 | 1  | 0  | +1  | 3   | Liga Konferencji UEFA • II runda kwalifikacyjna |
| 3   | Araz Nachiczewan | 1 | 0 | 1 | 0 | 1  | 1  | 0   | 1   | Liga Konferencji UEFA • I runda kwalifikacyjna  |
| 4   | Karvan Yevlax    | 1 | 0 | 1 | 0 | 1  | 1  | 0   | 1   |                                                 |
| 5   | Qəbələ           | 1 | 0 | 1 | 0 | 1  | 1  | 0   | 1   |                                                 |
| 6   | Neftçi PFK       | 1 | 0 | 1 | 0 | 1  | 1  | 0   | 1   |                                                 |
| 7   | Şamaxı           | 1 | 0 | 1 | 0 | 1  | 1  | 0   | 1   |                                                 |
| 8   | Zirə Baku        | 1 | 0 | 1 | 0 | 1  | 1  | 0   | 1   |                                                 |
| 9   | Qarabağ FK       | 0 | 0 | 0 | 0 | 0  | 0  | 0   | 0   |                                                 |
| 10  | Sabah Baku       | 0 | 0 | 0 | 0 | 0  | 0  | 0   | 0   |                                                 |
| 11  | İmişli           | 1 | 0 | 0 | 1 | 0  | 1  | −1  | 0   | baraż o utrzymanie                              |
| 12  | Kəpəz Gəncə      | 1 | 0 | 0 | 1 | 0  | 3  | −3  | 0   | spadek do Birinci Divizionu                     |

## Wyniki
| Gospodarz \ Gość | ARA | GAB | IMI | KAP | KRV | NEF | QAR | SAB | SHA | SUM | TUR | ZIR | ARA | GAB | IMI | KAP | KRV | NEF | QAR | SAB | SHA | SUM | TUR | ZIR |
| ---------------- | --- | --- | --- | --- | --- | --- | --- | --- | --- | --- | --- | --- | --- | --- | --- | --- | --- | --- | --- | --- | --- | --- | --- | --- |
| Araz Nachiczewan |     |     |     |     |     |     |     |     |     |     |     |     |     |     |     |     |     |     |     |     |     |     |     |     |
| Qəbələ           |     |     |     |     |     |     |     |     |     |     |     |     |     |     |     |     |     |     |     |     |     |     |     |     |
| İmişli           |     |     |     |     |     |     |     |     |     |     | 0–1 |     |     |     |     |     |     |     |     |     |     |     |     |     |
| Kəpəz Gəncə      |     |     |     |     |     |     |     |     |     |     |     |     |     |     |     |     |     |     |     |     |     |     |     |     |
| Karvan Yevlax    |     | 1–1 |     |     |     |     |     |     |     |     |     |     |     |     |     |     |     |     |     |     |     |     |     |     |
| Neftçi PFK       |     |     |     |     |     |     |     |     | 1–1 |     |     |     |     |     |     |     |     |     |     |     |     |     |     |     |
| Qarabağ FK       |     |     |     |     |     |     |     |     |     |     |     |     |     |     |     |     |     |     |     |     |     |     |     |     |
| Sabah Baku       |     |     |     |     |     |     |     |     |     |     |     |     |     |     |     |     |     |     |     |     |     |     |     |     |
| Şamaxı           |     |     |     |     |     |     |     |     |     |     |     |     |     |     |     |     |     |     |     |     |     |     |     |     |
| Sumqayıt FK      |     |     |     | 3–0 |     |     |     |     |     |     |     |     |     |     |     |     |     |     |     |     |     |     |     |     |
| Turan Tovuz      |     |     |     |     |     |     |     |     |     |     |     |     |     |     |     |     |     |     |     |     |     |     |     |     |
| Zirə Baku        | 1–1 |     |     |     |     |     |     |     |     |     |     |     |     |     |     |     |     |     |     |     |     |     |     |     |

## Najlepsi strzelcy
| Bramki | Strzelcy | Drużyna |
| ------ | -------- | ------- |
| Gol    |          |         |

## Stadiony
| Araz Nachiczewan | Araz Nachiczewan |
| ---------------- | ---------------- |
| Dalğa Arena      |                  |
|                  |                  |

| Qəbələ FK       |
| --------------- |
| Stadion Miejski |
|                 |

| İmişli                |
| --------------------- |
| Heydar Aliyev Stadium |
|                       |

| Qarabağ FK    |
| ------------- |
| Azərsun Arena |
|               |

| Neftçi PFK    |
| ------------- |
| Bakcell Arena |
|               |

| Karvan Yevlax Şamaxı     |
| ------------------------ |
| Stadion Miejski Shamakhi |
|                          |

| Sabah Baku            |
| --------------------- |
| Bank Respublika Arena |
|                       |

| Sumqayıt FK     |
| --------------- |
| Stadion Miejski |
|                 |

| Turan Tovuz Kəpəz Gəncə |
| ----------------------- |
| Stadion Miejski         |
|                         |

| Zirə Baku               |
| ----------------------- |
| Zirə İdman Kompleksinin |
|                         |

Źródło: ..